# 사미르 아민
사미르 아민(Samir Amin, 아랍어: سمير أمين‎, 1931년 9월 3일 ~ 2018년 8월 12일)은 이집트계 프랑스인 마르크스주의 경제학자, 정치학자이며 세계체제론 분석가이다. 종속 이론의 선구자이자 유럽중심주의를 주창한 사람으로 알려져 있다.
아민은 이집트 카이로에서 1931년 9월 3일 프랑스인 어머니와 이집트인 아버지 두 의사 부부의 아들로 태어났다. 포트사이드에서 유년기를 보냈으며, 프랑스 파리로 건너가 프랑스 공산당에 입당하였고 정치학과 통계학, 경제학을 수학하였다. 1952년 파리 정치 대학을 졸업했다. 1957년부터 1960년까지 이집트 카이로에서 연구원으로, 1960년대에는 말리에서 계획부 고문으로 일했다. 1970년대에 국제연합 산하 아프리카 경제개발 및 계획 연구소(African Institute for Economic Development and Planning, 프랑스어: Institut Africain de Développement Économique et de Planification, IDEP)에서 일하며 푸아티에 대학교, 다카르 대학교와 파리 8대학 등에서 교수로 근무했다. 2018년 7월 폐암 진단을 받고 다카르에서 파리의 병원으로 옮겨졌으나 8월 12일 숨졌다.